# Ислам в Науру
Ислам на Науру — религия меньшинства. В Науру насчитывается около 100 мусульман, что составляет  0,84 % от всего населения страны. Большинство населения Науру исповедует различные формы христианства.

## История
Ислам начал массово проникать на Науру в конце XX — начале XXI века вместе с мигрантами из Ирана, Ирака, Сомали и Пакистана. По условиям Тихоокеанского соглашения в период с 2001 по 2008 год Науру приняло около 300 иракцев и 1300 афганцев, они были размещены в лагере для беженцев который был расположен в Государственном дворце Науру и находящийся рядом с ним стадионе Мененг.

## Современное положение
На Науру проживает около 100 мусульман, в основном выходцев из Ирана, Ирака, Сомали и Пакистана. На острове существуют как суннитская так и шиитская общины.
Несмотря на отсутствие запрета на постройку культовых сооружений, на Науру отсутствует мечеть.
Несмотря на преобладание христиан в Науру нет никаких признаков широко распространенной социальной дискриминации в отношении мусульман.